# Alpinia alpina
Alpinia alpina là một loài thực vật có hoa trong họ Gừng. Loài này được (Elmer) R.M.Sm. ex M.F.Newman, Lhuillier & A.D.Poulsen mô tả khoa học đầu tiên năm 2004.